# Andreï Mordvitchev
Andreï Nikolaïevitch Mordvitchev (en russe : Андрей Николаевич Мордвичев), né le 14 janvier 1976 à Pavlodar (en URSS, aujourd’hui au Kazakhstan), est un colonel général de l'Armée de terre russe.
Il a commandé la 8e armée combinée de la Garde du district militaire sud. À partir du 16 février 2023, il est commandant des forces du district militaire central,,,.  Depuis mai 2025, il est commandant en chef des forces terrestres de l’Armée russe, succédant à Oleg Salioukov.

## Biographie
De 2013 à 2014, il commande la 28e brigade d'infanterie motorisée du district central. En 2017, il commande le 68e corps d'armée.
Il participe à l'invasion russe de l'Ukraine où des sources ukrainiennes le donnent mort à Tchornobaïvka à la suite d'une frappe aérienne sur l'aérodrome de Kherson, avant d'être aperçu à Marioupol quelques jours plus tard. Une vidéo de lui sort le 28 mars où on le voit en présence de Ramzan Kadyrov ; toutefois cette vidéo n'est pas datée,. Selon le Service de sécurité d'Ukraine (SBU), il est l'officier chargé des opérations lors de la bataille de Marioupol.
Depuis le 16 février 2023, il est commandant des forces du district militaire central.
Le 7 septembre 2023, il est promu colonel général par décret présidentiel.